# Morris Oxford Série III
Pour les articles homonymes, voir Oxford (homonymie).
La Morris Oxford désigne une gamme de modèles de véhicules à moteur fabriqués par le constructeur britannique Morris Motors, s'étendant depuis le Oxford bullnose de 1913 jusqu'aux Farina Oxford V et VI. Cette ligne de production automobile, portant le nom de la ville universitaire où a grandi son fondateur, WR Morris, a contribué à transformer Oxford en un centre industriel.

## Saloon

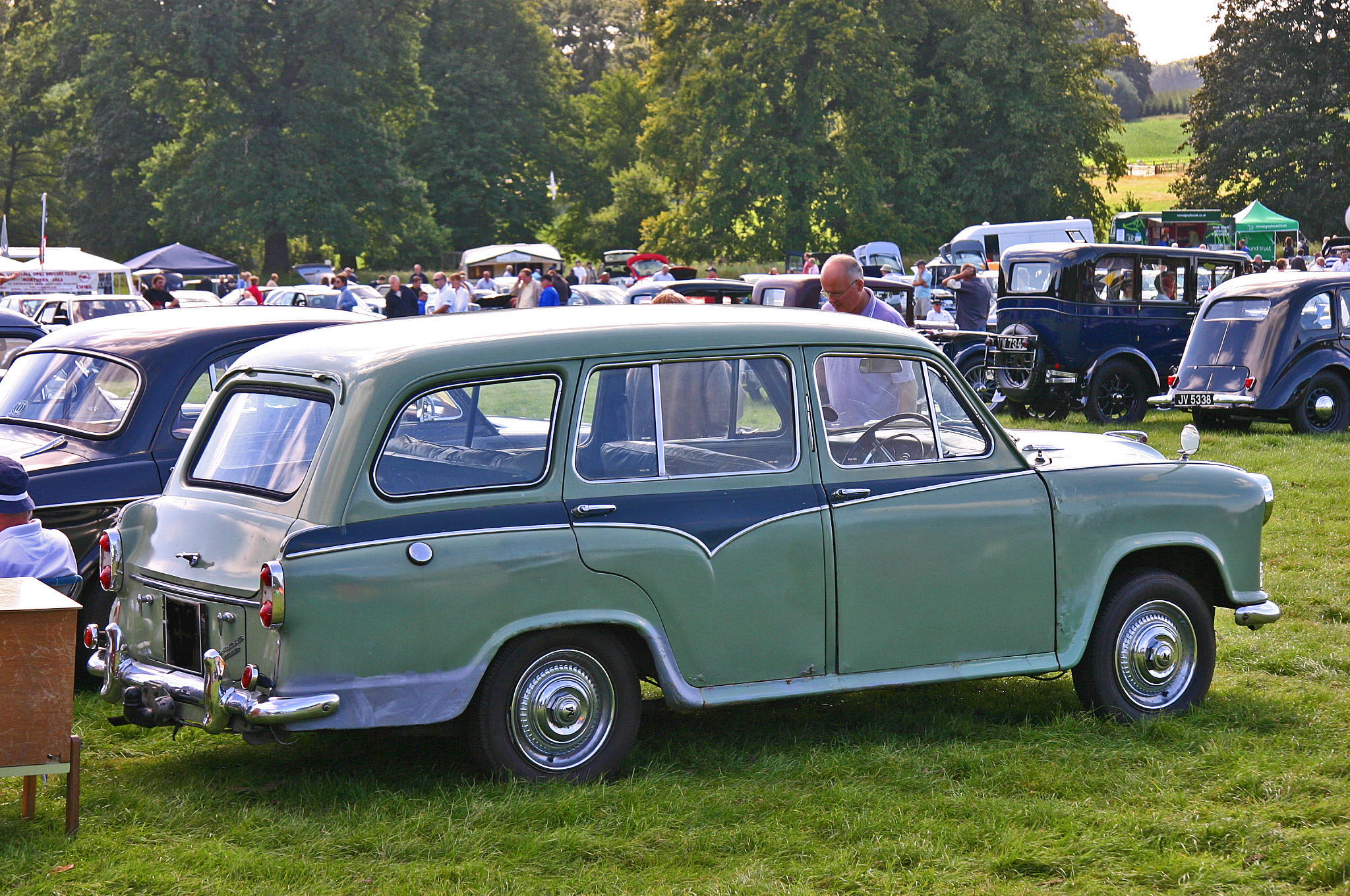
Morris Oxford Traveller break.

En 1957, l'Oxford a été soumise à une mise à jour, caractérisée par l'introduction d'un nouveau capot cannelé, de petits ailerons arrière et une possibilité de peinture bicolore, annoncée le 18 octobre 1956. À l'intérieur, les sièges en cuir ont été conservés, tandis que le tableau de bord a été revu et qu'un nouveau volant bombé a été installé. Le moteur a été amélioré pour produire désormais 55 ch (41 kW) grâce à une augmentation du taux de compression, bien que les performances en termes de vitesse maximale et d'accélération soient demeurées inchangées. Une transmission semi-automatique à deux pédales, baptisée "Manumatique", proposant un embrayage centrifuge à fonctionnement sous vide couplé aux changements de vitesse, était proposée en option. La suspension avant indépendante, munie de barres de torsion, continuait à offrir un niveau de confort supérieur à la moyenne pour les passagers de la voiture.

### Traveller
Le magazine The Motor a réalisé un essai sur une berline de la série III en 1957, équipée d'une transmission manuelle, révélant une vitesse maximale de 119 km/h, pratiquement identique à celle de la série II. L'accélération de 0 à 97 km/h s'effectuait en 30,5 secondes, ce qui était affecté par l'option Manumatic. La consommation de carburant était évaluée à 10,5 L/100 km. Le coût de la voiture d'essai s'élevait à 898 £, avec des taxes incluses de 300 £.

### Ambassador
Hindustan Motors a cessé la production des voitures Ambassador en mai 2014.